# Starogardzki
Starogardzki là một huyện thuộc tỉnh Pomorskie của Ba Lan. Huyện có diện tích 1345 km². Đến ngày 1 tháng 1 năm 2011, dân số của huyện là 124646 người và mật độ 93 người/km².